# Gisela Hinnemann
Gisela Hinnemann (* 5. März 1949 in Münster) ist eine deutsche Politikerin der CDU.

## Ausbildung und Beruf
Gisela Hinnemann legte ihr Abitur 1967 ab. Ein Studium der Mathematik an der Westfälischen Wilhelms-Universität in Münster absolvierte sie von 1967 bis 1972. 1972 erfolgte auch das erste Staatsexamen, das zweite Staatsexamen dann 1973. 1972/73 war sie Referendarin an einem Gymnasium in Marl. Von 1974 bis zu ihrer Wahl in den Landtag NRW war sie Mathematiklehrerin am Gymnasium Voerde und Mitglied des Schulleitungsteams. Nachdem Hinnemann 2005 aus dem Landtag ausgeschieden war, lehrte sie am Helmholtz-Gymnasium in Essen das Fach Mathematik, zuletzt als Oberstudienrätin.

## Politik
Gisela Hinnemann ist Mitglied der CDU seit 1988. Ab 1989 wurde sie Mitglied des Stadtrates von Voerde. Hier fungierte sie als Sprecherin der CDU-Fraktion im Schulausschuss des Stadtrates. Von 1989 bis 1994 war sie Geschäftsführerin der CDU-Fraktion im Rat der Stadt Voerde. Stellvertretende Vorsitzende der Frauenunion Voerde war sie von 1988 bis 1990. Von 1991 bis 1996 war sie Vorsitzende der CDU Voerde und  von 1994 bis 1999 stellvertretende Bürgermeisterin von Voerde.
Von 2000 bis 2005 war sie Mitglied des 13. Landtags von Nordrhein-Westfalen, in den sie über die Landesliste einzog. Am 4. November 2009 rückte sie in den 14. Landtag nach. Sie ersetzte Volkmar Klein, der in den Bundestag gewählt wurde. Dem 2010 gewählten Landtag gehört sie nicht an.